# Liliane de Rothschild
La baronne Liliane de Rothschild, née Liliane Fould-Springer à Paris le  11 mai 1916 et morte au palais abbatial de Royaumont le 17 février 2003, est une philanthrope, collectionneur d'art et mécène française.

## Biographie
Liliane Élisabeth Victoire Fould-Springer est la fille du banquier Eugène Fould-Springer (1876-1929), créé baron par l'empereur François-Joseph en 1908, et de Marie-Cécile Fould-Springer (petite-fille du baron Max Springer et du baron Maximilien de Koenigswarter). Elle grandit entre le palais abbatial de Royaumont et l'hôtel particulier du 54 avenue d'Iéna.
En 1942, durant la Guerre, Liliane Fould-Springer se marie avec son ami d'enfance, Élie de Rothschild. Ce dernier étant alors prisonnier en Allemagne, le mariage se fait par procuration, la célébration religieuse ne se déroulant qu'en 1945, à la Grande synagogue de Paris. Ils résident successivement à l'hôtel de Marigny, à l'hôtel de Masseran à partir de 1955 et à l'hôtel de la Princesse Mathilde à partir de 1975.
Collectionneur d'art, elle appréciait particulièrement les œuvres d'art associées aux femmes illustres et devient « la plus grande détentrice d’objets ayant appartenu à « l’infortunée reine de France » Marie-Antoinette,.
Elle commence à faire des dons à partir des années 1960. Ces dons iront au musée Carnavalet, au château de Versailles, au Musée national des arts et traditions populaires, au musée de la Mode de la ville de Paris et au musée national de Céramique (Sèvres), au musée Nicéphore-Niépce, au musée Oberkampf (Jouy-en-Josas) ou bien au Musée franco-américaine de Blérancourt.
Elle meurt le 17 février 2003, au palais abbatial de Royaumont,,.

## Pour approfondir